# 武杭高速动车组列车
武杭高速动车组列车是中国铁路运行于湖北省省会武汉市至浙江省省会杭州市的高速动车组列车，现每日开行5对列车。列车客运乘务由上海局集团杭州客运段、武汉局集团武汉客运段共同担当。

## 历史
2013年12月28日，新增武汉~杭州东G596/593、G594/595次列车。
2020年7月1日，新增武汉~杭州东G1792/1789、G1790/1791次列车。
2022年4月22日，新增武汉~杭州东G3237/3240、G3238/3239次列车。
2022年10月11日，配合合杭高铁湖州至桐庐段开通，武汉至杭州间新增4对高速动车组列车，同时G596/593、G594/595次、G3237/3240、G3238/3239次列车调整至杭州西站始发终到。
2023年10月11日，停运G3255/3258、G3256/3257次列车。

## 使用列车

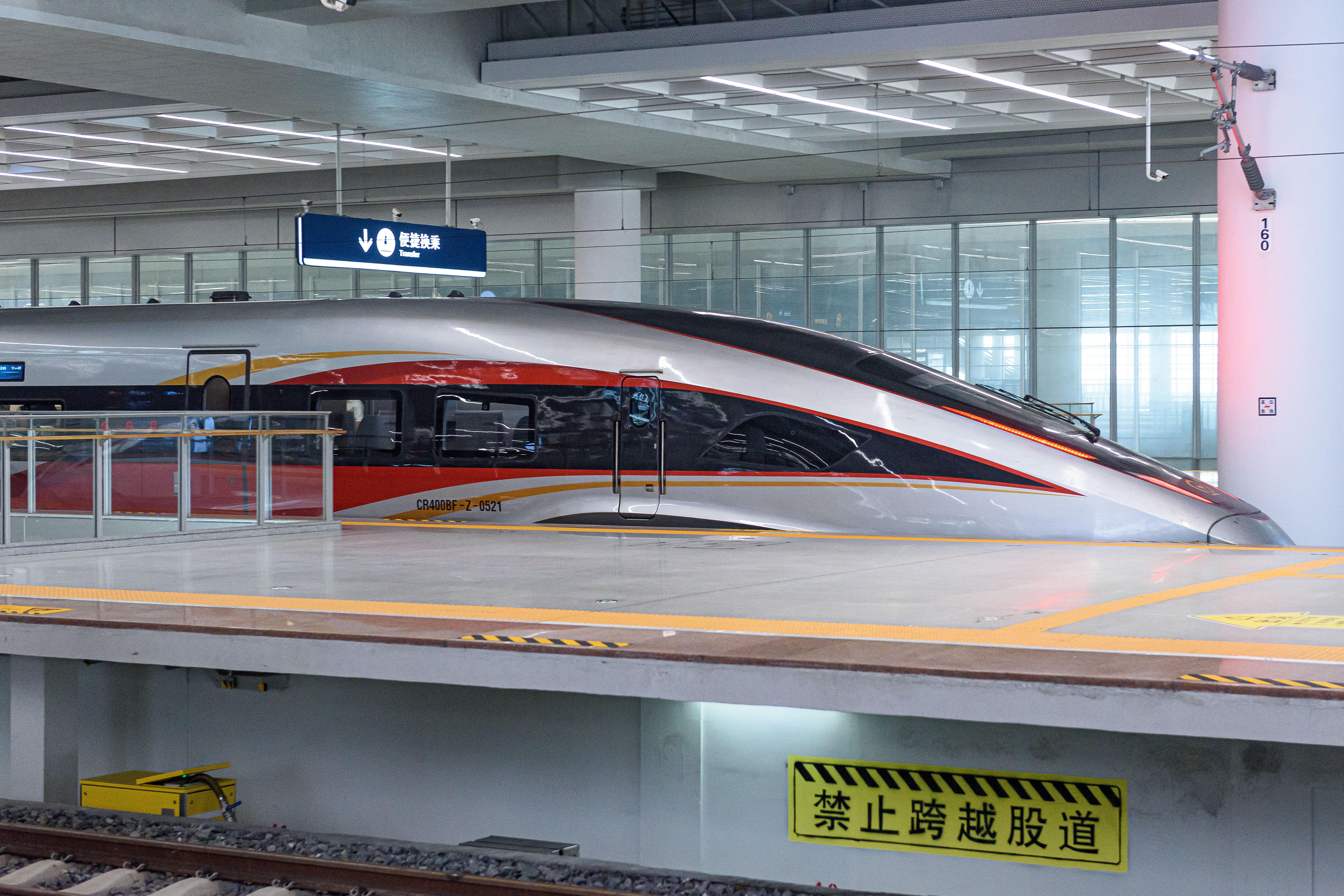
使用CR400BF-Z的G3245次列车驶入杭州西站（2024年6月）

主要使用CR400BF、CR400BF-Z、CRH380AL等列车。